# Ericaella
Ericaella es un género de arañas araneomorfas de la familia Miturgidae. Se encuentra en Sudamérica y Centroamérica.

## Lista de especies
Según The World Spider Catalog 12.0:
- Ericaella florezi Bonaldo, Brescovit & Rheims, 2005
- Ericaella kaxinawa Bonaldo, 1997
- Ericaella longipes (Chickering, 1937)
- Ericaella samiria Bonaldo, 1994